# Amanda (Filmpreis)/Beste Hauptrolle
Amanda: Beste Hauptrolle
Aufgelistet sind die Gewinner oder Gewinnerinnen sowie die Nominierten in der Kategorie Beste Hauptrolle (Beste skuespiller i en hovedrolle). Die Auszeichnung wird seit 2024 verliehen, als die bis dahin getrennt für Frauen und Männer bestehenden Kategorien für die beste Haupt- sowie die beste Nebenrolle aufgegeben wurden.

## Preisträger/-innen und Nominierte ab 2024
2024
Jan Gunnar Røise – Oslo-Stories: Sehnsucht (Sex)
Camilla Godø Krohn – Min fantastiske fremmede
Thorbjørn Harr – Oslo-Stories: Sehnsucht
Risten Anine Kvernmo Gaup – The Tundra within Me (Tundraens voktere – Eallogierdu)
Salah Qadi – A Happy Day
2025
Helga Guren – Loveable (Elskling)
Andrea Bræin Hovig – Oslo-Stories: Liebe (Kjærlighet)
Gard B. Eidsvold – Quislings Siste Dager
Renate Reinsve – Armand
Ella Øverbye – Oslo-Stories: Träume (Drømmer)